# Bettmeralp
Bettmeralp é uma comuna da Suíça, situada no distrito de Raron, no cantão de Valais. Tem 29,36 km² de área e sua população em 2018 foi estimada em 462 habitantes.
Foi criada em 1 de janeiro de 2014, a partir da fusão das antigas comunas de Betten e Martisberg.